# LGBT práva v Pensylvánii

Duhová mapa Pensylvánie

Lesby, gayové, bisexuálové a translidé (LGBT) se v americkém státě Pensylvánie setkávají s určitými právními komplikacemi a diskriminací neznámými pro většinové obyvatelstvo. Stejnopohlavní sexuální aktivita je v Pensylvánii legální, ale domácnosti a rodiny tvořené osobami stejného pohlaví nemají rovný přístup ke stejné právní úpravě jako heterosexuální manželské páry. Pensylvánie byla posledním středoatlantským státem bez stejnopohlavního manželství a jakékoli právní úpravy stejnopohlavního soužití až do 20. května 2014, kdy bylo toto statutární omezení odstraněno.

## Legální stejnopohlavní sexuální styk
Pensylvánie rušila svá zákonná opatření proti sodomii postupně. V r. 1972 byla legalizována konsensuální sodomie konaná v rámci heterosexuálních sezdaných párech. V r. 1980 rozhodl Nejvyšší soud Pensylvánie v kauze Commonwealth vs. Bonadio, že pensylvánské zákony proti sodomii jsou neústavní, neboť odporují jak státem garantovanému právu na rovné zacházení, tak i federální ústavě. Pensylvánie tyto stále existující zákony definitivně zrušila až v r. 1995.

## Stejnopohlavní soužití

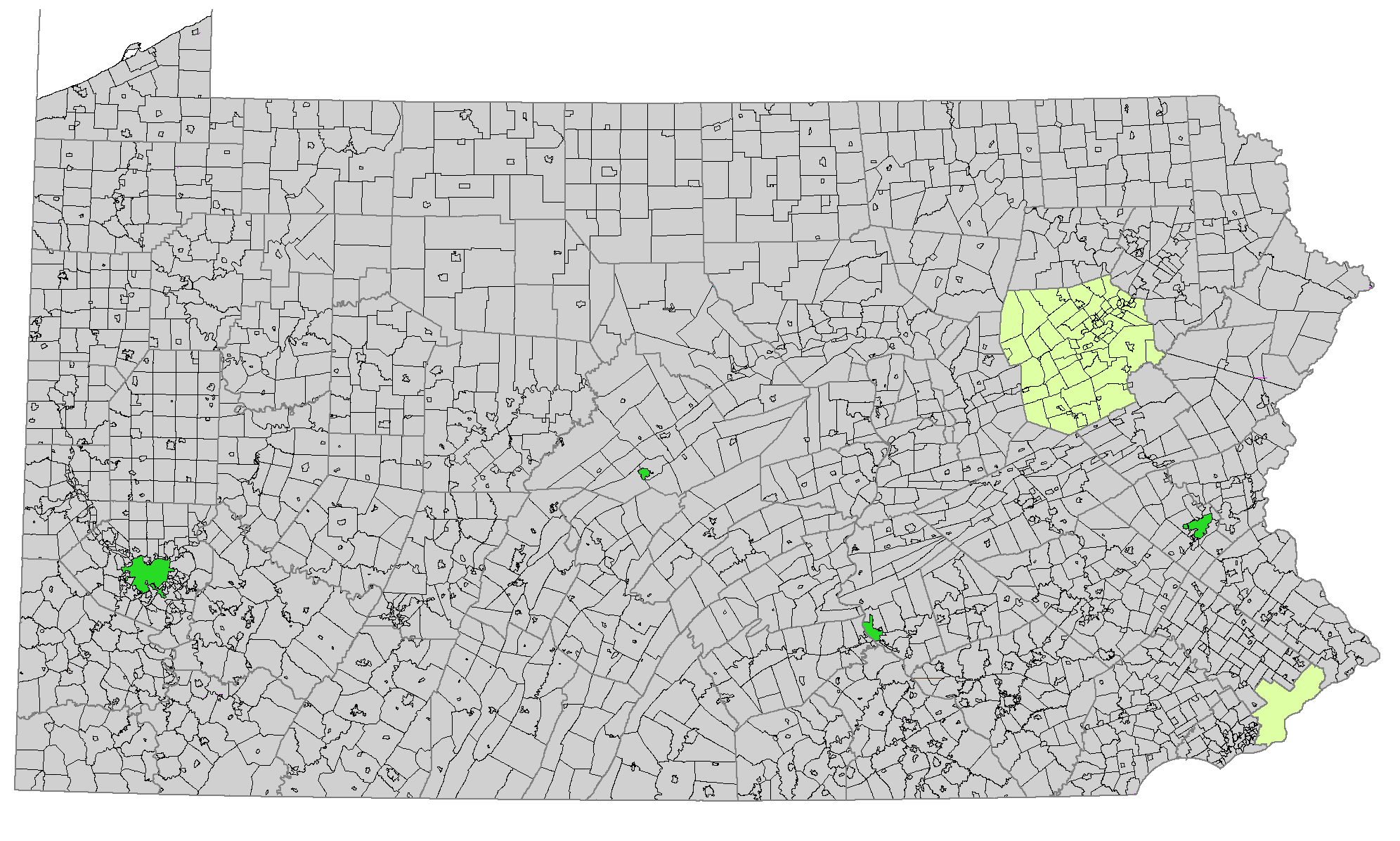
Mapa pensylvánských okresů a měst, které legalizovaly registrované partnerství na svém území.
Město uznávající registrované partnerství
Okresy uznávající registrované partnerství
Okres nebo město neuznává registrované partnerství

Stejnopohlavní manželství bylo v Pensylvánii legalizováno 20. května 2014, když soudce distriktního soudu John E. Joness III. potvrdil v kauze Whitewood vs. Wolf neústavnost státního zákazu takových manželství. Poté, co se ACLU rozhodla 9. července 2013 dát žalobu k federálnímu soudu, pensylvánská generální prokurátorka Kathleen Kanová prohlásila, že hodlá přestat trvat na svém předchozím stanovisku.
Předtím neuznávala Pensylvánie jak stejnopohlavní manželství, tak ani civilní svazky nebo registrované partnerství. V posledních letech bylo uskutečněno několik pokusů o legalizaci takových svazků. Stejně tak byly zaznamenány i pokusy o změnu pensylvánské ústavy, která stejnopohlavní manželství zakazovala.

### Místní registrované partnerství
Ačkoliv nebylo registrované partnerství legální celostátně, dávala Filadelfie svobodným jedincům stejného pohlaví dlouhodobě žijícím ve společné domácnosti status 'životního partnerství'. Pro vstup do této instituce museli mít buď oba trvalé bydliště ve městě, nebo v něm musel jeden z nich pracovat, případně v něm vlastnit nemovitost, podnik, či mít jiné vazby na něj. Registrované partnerství taktéž umožňovalo město Pittsburgh. Po zaměstnancích Okresu Luzerne je požadována identifikace, pokud žijí v registrovaném partnerství, které je explicitně definované jako svazek dvou osob stejného pohlaví.

## Adopce a rodičovství
Pensylvánské zákony umožňují osvojení homosexuálnímu jednotlivci.
Do r. 2002 neumožňovala Pensylvánie osvojení dítěte druhého stejnopohlavního partnera. Nejvyšší soud Pensylvánie tuto možnost potvrdil v poměru hlasů 6:0. Neexistuje žádný zákon, který by homosexuálním párům zakazoval společné osvojení dětí.

## Zákony proti zločinům z nenávisti
Pensylvánie přijala zákon proti LGBT zločinům z nenávisti v r. 2002. Ten však Nejvyšší soud Pensylvánie v r. 2008 zrušil pro technickou chybu: zákonodárci do něj začlenili nesouvisející termín agrikulturní terorismus, čímž výrazně narušili účel zákona, což odporuje pensylvánské ústavě. Legislativa pozměňující tento vadný zákon byla několikrát projednávána, ale zatím pouze v rámci jednotlivých komisí, které ji dosud nepředložily k legislativnímu procesu.

## Ochrana před diskriminací

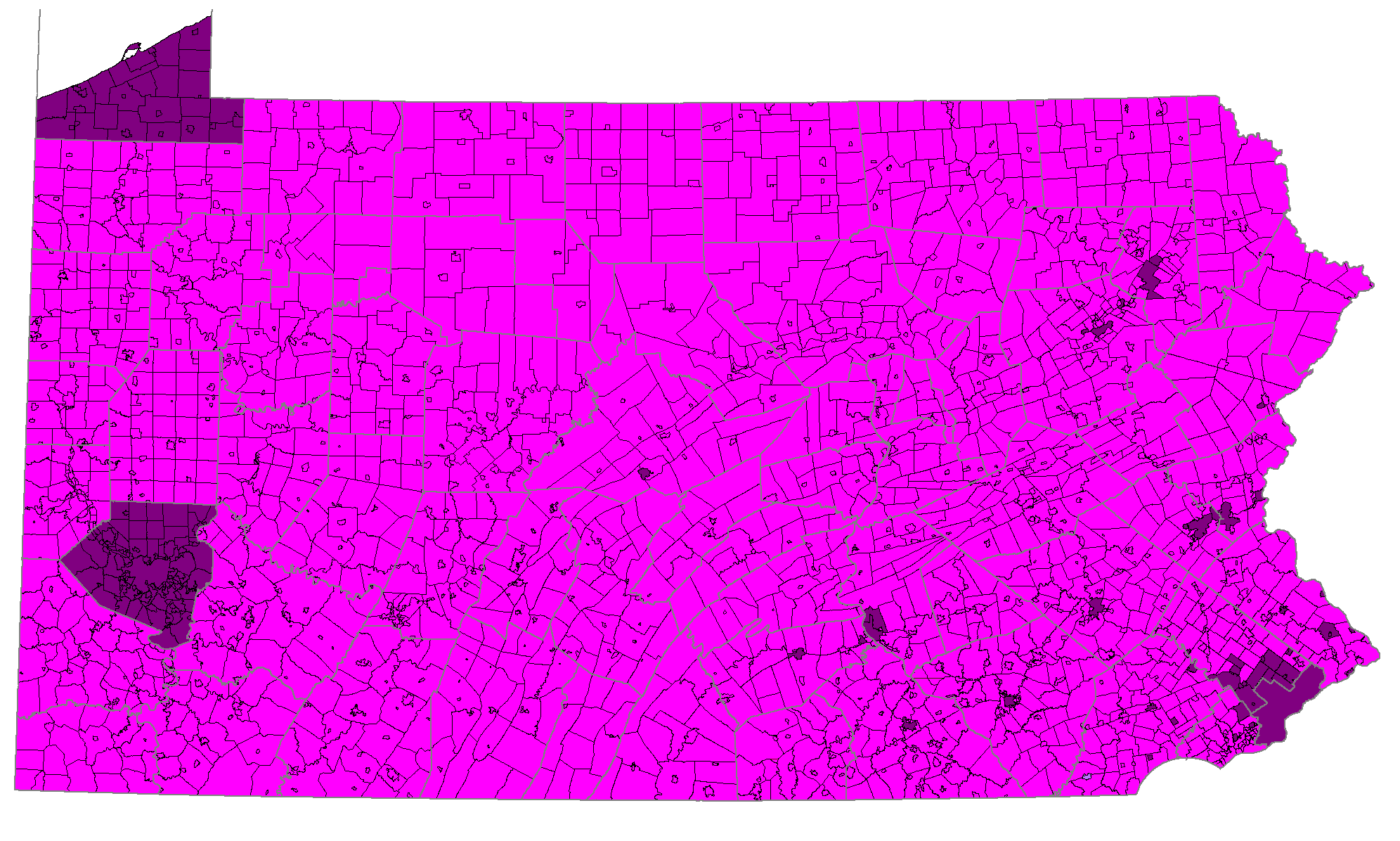
Mapa pensylvánských měst a okresů a jejich anti-diskriminační vyhlášky
Sexuální orientace a genderová identita začleněny do vyhlášek proti diskriminaci v zaměstnání
Sexuální orientace začleněná do vyhlášek proti diskriminaci v zaměstnání a genderová identita začleněná pouze do vyhlášek proti diskriminaci ve státním zaměstnání
Sexuální orientace a genderová identita začleněny do vyhlášek proti diskriminaci ve státním zaměstnání

Pensylvánie má celostátní nařízení chránící LGBT jedince před diskriminací na pracovišti. V r. 1975 se Pensylvánie stala prvním americkým státem, který přijal zákonné opatření proti diskriminaci jiných sexuálních orientací při práci ve veřejném sektoru. V r. 2003 byla do tohoto nařízení implementována genderová identita a od té doby je s každým novým guvernérem znovu potvrzována jeho platnost. 7. dubna 2016 vydal guvernér Tom Wolf dvě nařízení. První potvrzuje zákaz diskriminace státních zaměstnanců na základě sexuální orientace, genderové identity, HIV pozitivity a jiných faktorů a druhé zakazuje diskriminaci LGBT zaměstnanců státním dodavatelům.
Více než deset let čeká legislativa zakazující veškerou anti-LGBT diskriminaci na projednání v Generálním shromáždění. 17. prosince 2013 oznámil guvernér Tom Corbett svojí podporu takové legislativě poté, co si nastudoval federální zákon, který je v této věci dle jeho názoru nedostačující. Řekl, že očekává podporu napříč oběma vládnoucími stranami.
Mnoho pensylvánských municipalit a okresů, včetně pěti nejzalidněnějších metropolí, přijalo vyhlášky garantující takovou ochranu.

## Změna pohlaví
Chirurgická změna pohlaví je ve státě přípustná.
V srpnu 2016 se pensylvánské Ministerstvo zdravotnictví rozhodlo přehodnotit požadavky pro vydání nových dokumentů - chirurgický zásah nebude již nadále tvořit jednu z podmínek. Namísto toho budou muset translidé předložit lékařskou zprávu potvrzující, že podstoupili odpovídající hormonální proceduru nezbytnou pro získání znaků opačného pohlaví. Osoby mladší 18 let smějí podstupovat změnu pohlaví a získat nový rodný list potřebují povolení od zákonných zástupců.

## Konverzní terapie
Návrh zákona zakazující konverzní terapii praktikovanou na LGBT mládeži byl v Generálním shromáždění představen v dubnu 2015. Návrh má 20 podporovatelů - všichni z Demokratické strany. Návrh však nebyl vůbec projednán.

## Souhrnný přehled
| Legální stejnopohlavní styk                                          | (1980)                                              |
| Stejný věk legální způsobilosti k pohlavnímu styku pro obě orientace | Yes                                                 |
| Zákony proti homofobní diskriminaci                                  | / (Různý přístup v jednotlivých okresech a městech) |
| Zákony proti transfobní diskriminaci                                 | / (Různý přístup v jednotlivých okresech a městech) |
| Stejnopohlavní manželství                                            | (2014)                                              |
| Stejnopohlavní soužití                                               | (2014)                                              |
| Adopce dítěte partnera                                               | (2002)                                              |
| Společná adopce dětí stejnopohlavními páry                           | Yes                                                 |
| Gayové, lesby a bisexuálové smějí otevřeně sloužit v armádě          | (2011)                                              |
| Přístup k umělému oplodnění pro lesbické ženy                        | Yes                                                 |
| Homosexualita vyřazená ze seznamu nemocí                             | (1973)                                              |
| Zákaz konverzní terapie praktikované na dětech a mladistvých         | No                                                  |
| MSM smějí darovat krev                                               | / (Od r. 2015, vyžadována 1roční zkušební lhůta)    |